# Kanadische Friedenssicherung

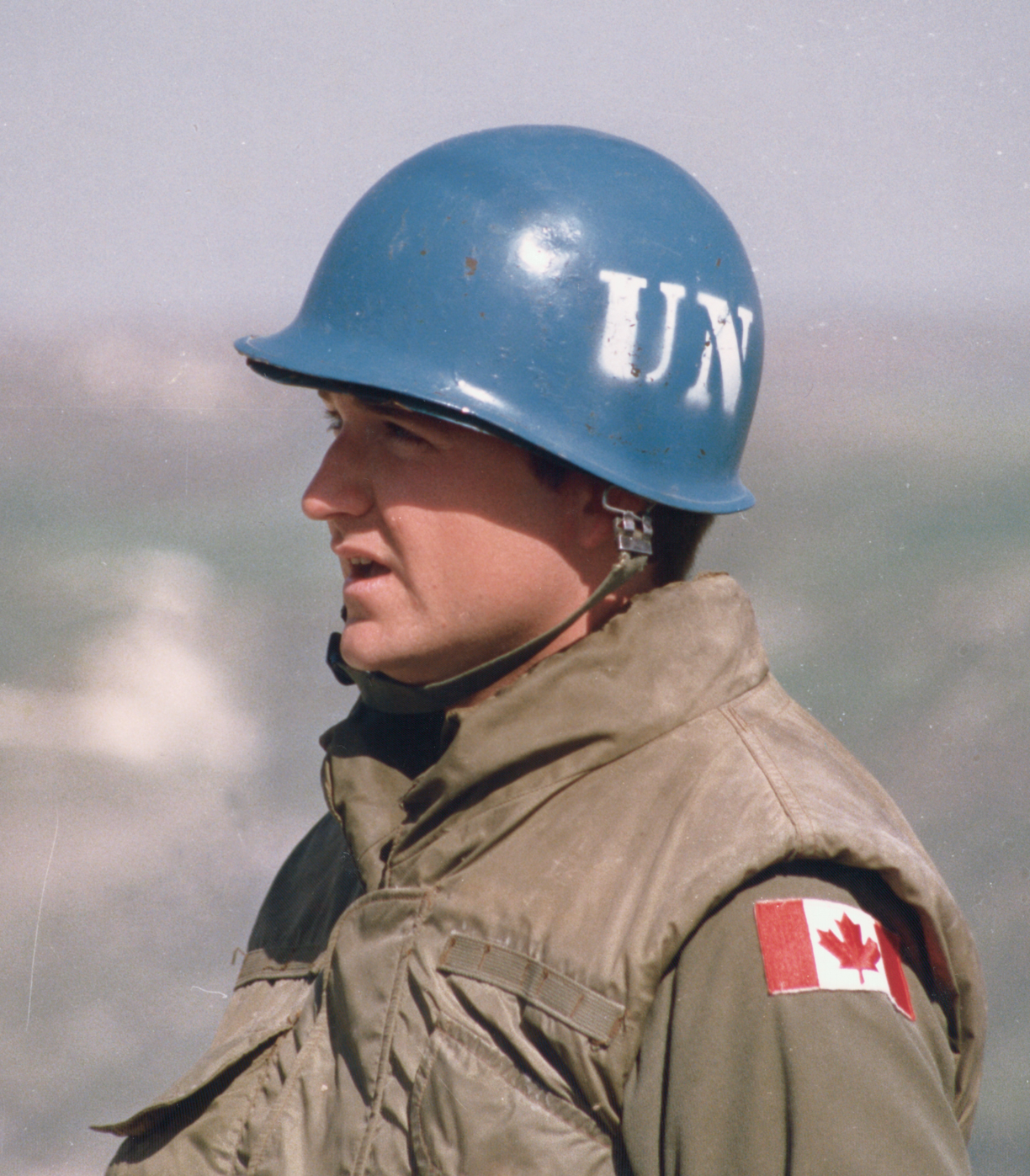
Kanadischer Friedenswächter im Jahr 1976 mit der unverwechselbaren Flagge Kanadas und dem blauen UN-Helm

Kanada war an über 50 Friedensmissionen beteiligt, darunter an allen Friedensmissionen der Vereinten Nationen (UN) von deren Beginn bis 1989. Mehr als 125.000 Kanadier haben an internationalen Friedensmissionen teilgenommen, wobei etwa 130 Kanadier dabei ums Leben kamen. Kanadas starkes Engagement für Multilateralismus und Internationalismus steht in engem Zusammenhang mit seinen Friedensbemühungen.
Kanadas Rolle bei der Entwicklung und Teilnahme an Friedenssicherung Maßnahmen im 20. Jahrhundert begründete seinen Ruf als positive Mittelmacht. Kanadas erfolgreiche Vermittlungsrolle in der Suezkrise von 1956 verlieh dem Land Glaubwürdigkeit und etablierte es als ein Land, das für das Gemeinwohl aller Nationen kämpft. Die kanadische Öffentlichkeit erkannte die Rolle Kanadas in der Friedenssicherung als seinen wichtigsten Beitrag in internationalen Angelegenheiten an.
Kanadas Beteiligung an einigen Friedenssicherung Bemühungen war umstritten, was Ende der 1990er Jahre zu einer militärischen Neubewertung führte. Im 21. Jahrhundert ging die direkte Beteiligung Kanadas an UN-Friedenssicherung Bemühungen stark zurück, da die militärische Beteiligung Kanadas auf von der UN genehmigte Operationen der Nordatlantikvertrags-Organisation (NATO) umverteilt wurde. Diese militärische Neuverteilung führte zu einer Verlagerung hin zu stärker militarisierten und tödlicheren Missionen anstelle traditioneller Friedenssicherungsaufgaben.

## Kontext der Außenbeziehungen

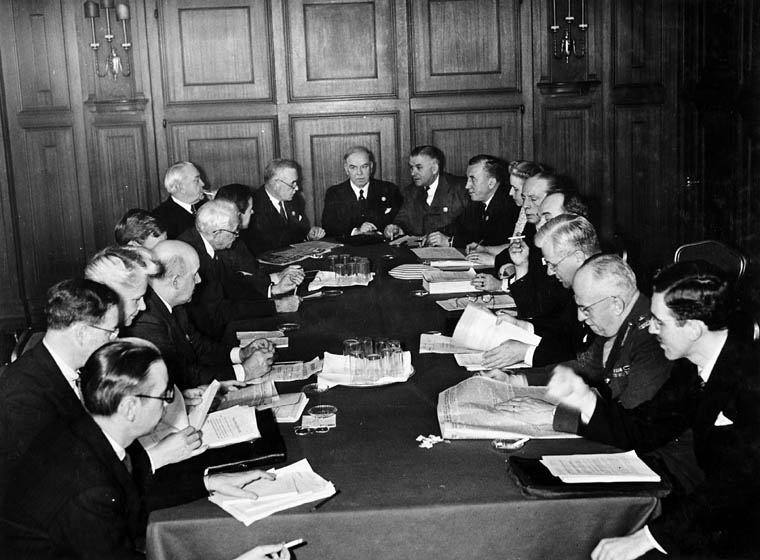
Die kanadische Delegation bei der Konferenz der Vereinten Nationen über Internationale Organisationen, San Francisco, Mai 1945

Kanadas Außenpolitik der Friedenssicherung, Friedensdurchsetzung, Friedensschaffung und Friedenskonsolidierung ist seit dem Ende des Zweiten Weltkriegs eng mit der Tendenz Kanadas verbunden, multilaterale und internationale Lösungen zu verfolgen. Kanadas zentrale Rolle bei der Entwicklung der Friedenssicherung Mitte der 1950er Jahre verlieh dem Land Glaubwürdigkeit und etablierte es als ein Land, das für das Gemeinwohl aller Nationen kämpft. Seitdem engagiert sich Kanada gemeinsam mit den Vereinten Nationen, der NATO und der Europäischen Union (EU) für die Förderung seines Status als Mittelmacht und eine aktive Rolle in der Weltpolitik.
Das „Goldene Zeitalter der kanadischen Diplomatie“ bezeichnet eine Periode der kanadischen Geschichte, die typischerweise der Mitte des 20. Jahrhunderts zugeschrieben wird und in der Kanada in seinen außenpolitischen und diplomatischen Bemühungen große Erfolge verzeichnete. In den frühen Jahren des Kalten Krieges fungierte Kanada als Vermittler in internationalen Konflikten. Der Gedanke der Friedenssicherung hat sich tief in der kanadischen Kultur verankert und ist zu einem Unterscheidungsmerkmal geworden, das die Kanadier als Unterscheidungsmerkmal zu ihrem engsten Verbündeten, den Vereinigten Staaten, empfinden.
Kanada zögert seit langem, an Militäroperationen teilzunehmen, die nicht von den Vereinten Nationen genehmigt sind, wie etwa dem Vietnamkrieg oder der Invasion des Irak 2003. Kanada hat an US-geführten, von den Vereinten Nationen genehmigten Operationen teilgenommen, wie etwa am ersten Golfkrieg, in Afghanistan und Libyen. Das Land beteiligt sich außerdem mit seinen NATO-Verbündeten an von den Vereinten Nationen genehmigten Missionen, wie etwa im Kosovo-Konflikt und in Haiti.